# فيليسيانو فييرا
فيليسيانو فييرا (بالإسبانية: Feliciano Viera) (و. 1872 – 1927 م) هو سياسي من الأوروغواي ولد في سالتو.